# Vincent Manago
Pour les articles homonymes, voir Manago.
Vincent Manago, né le 4 avril 1878 à Catane et mort le 25 août 1936  à Paris, est un peintre français.

## Biographie
Vincent Manago est le fils de Dominique Manago et de Santa Clienti.
Il travaille à Marseille où il expose à la foire de Marseille (de 1900 à 1913). Il présente à l’exposition Coloniale des paysages d’Afrique et de Provence.
Il épouse Maria Longhitano Manago (1877-) qui lui donnera plusieurs enfants: Dominique, Alfred, Armand et Michel.
Vincent Manago est l'élève de Jean-Paul Laurens à l'Académie Julian.
En 1920, lui et son épouse obtiennent la naturalisation française.
Il voyage en Algérie et en Tunisie.
Ses thèmes privilégiés sont les paysages méditerranéens et les sujets orientalistes.
Il est mort à Paris à l'âge de 58 ans.

## Source de la traduction
- (en) Cet article est partiellement ou en totalité issu de l’article de Wikipédia en anglais intitulé « Vincent Manago » (voir la liste des auteurs).